# Hongkongská vědecko-technologická univerzita
Hongkongská vědecko-technologická univerzita (čínsky v českém přepisu Siang-kang kche-ťi ta-süe, pchin-jinem Xiānggǎng Kējì Dàxué, znaky zjednodušené 香港科技大学, tradiční 香港科技大學) je univerzita v Hongkongu v Čínské lidové republice. Má přibližně 16 tisíc studentů, z toho přes pět tisíc postgraduálních.

## Poloha
Univerzita má šedesátihektarový kampus v obvodě Si-kung. Ubytovací kapacity nabízí kampus přibližně pěti tisícům studentů.

## Dějiny
V osmdesátých letech dvacátého století se vláda Hongkongu rozhodla ke dvěma stávajícím hongkongským univerzitám, Hongkongské univerzitě a Čínské univerzitě v Hongkongu, přidat ještě jednu. Plánování a stavba začaly v roce 1986. Dokončení bylo plánováno původně až na rok 1994, ale univerzitu se nakonec podařilo dokončit už v roce 1991. 